# Julio Vaccari
Julio César Vaccari (ur. 9 lipca 1980 w Máximo Paz) – argentyński trener piłkarski pochodzenia włoskiego, od 2024 roku prowadzi Independiente.